# Aster peduncularis
Aster peduncularis là một loài thực vật có hoa trong họ Cúc. Loài này được Wall ex Nees mô tả khoa học đầu tiên.